# Högalidsparken

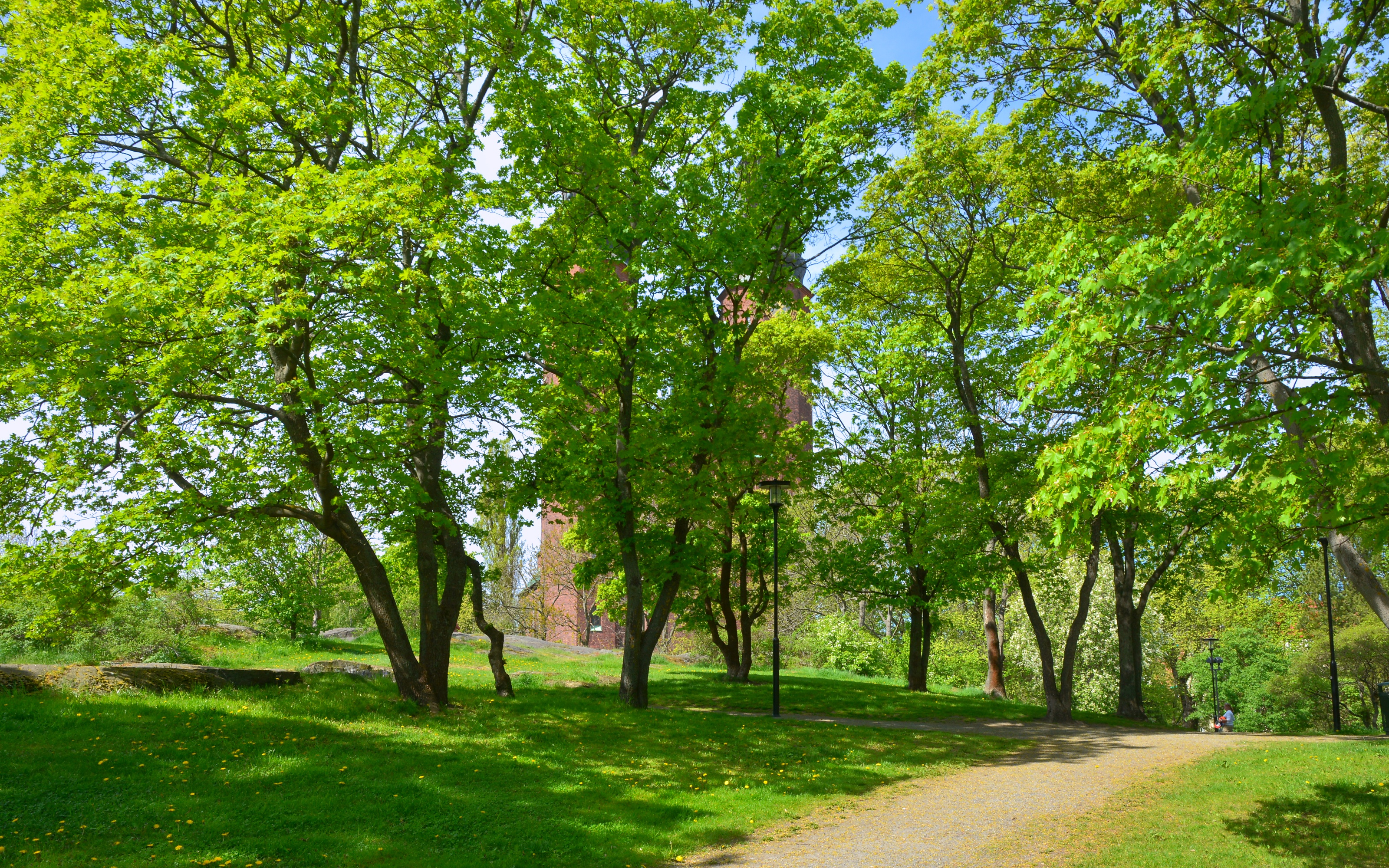
Parken med Högalidskyrkan, 2014.

Högalidsparken är en park strax nordost om Hornstull, i Högalids församling på Södermalm i Stockholm. Parken fick sitt nuvarande namn 1915.

## Beskrivning
Parken omfattar i stort sedd Högalidsberget vars högsta punkt med 36 meter över havet ligger i parkens östra del. Här stod Österlings väderkvarn som ännu syns på äldre illustrationer från 1870-talet. Mitt i parken ligger Högalidskyrkan, byggd efter Ivar Tengboms ritningar mellan 1916 och 1923. I den västra, något kargare delen av parken återfinns den ena av Stockholms innerstads två fyndplatser med skålgropar från bronsåldern.
Högalidsparken började anläggas 1914 och arbetet pågick ända fram till 1932. Väster om kyrkan planterades sparsamt med vegetation för att framhäva berghällarnas karghet. På östra sidan är vegetationen rik med både lövträd och barrträd.
Nedanför kyrkan, i parkens nordöstra del, finns Clarence Blums skulptur "Flickan med hopprep" från 1967.

## Bilder

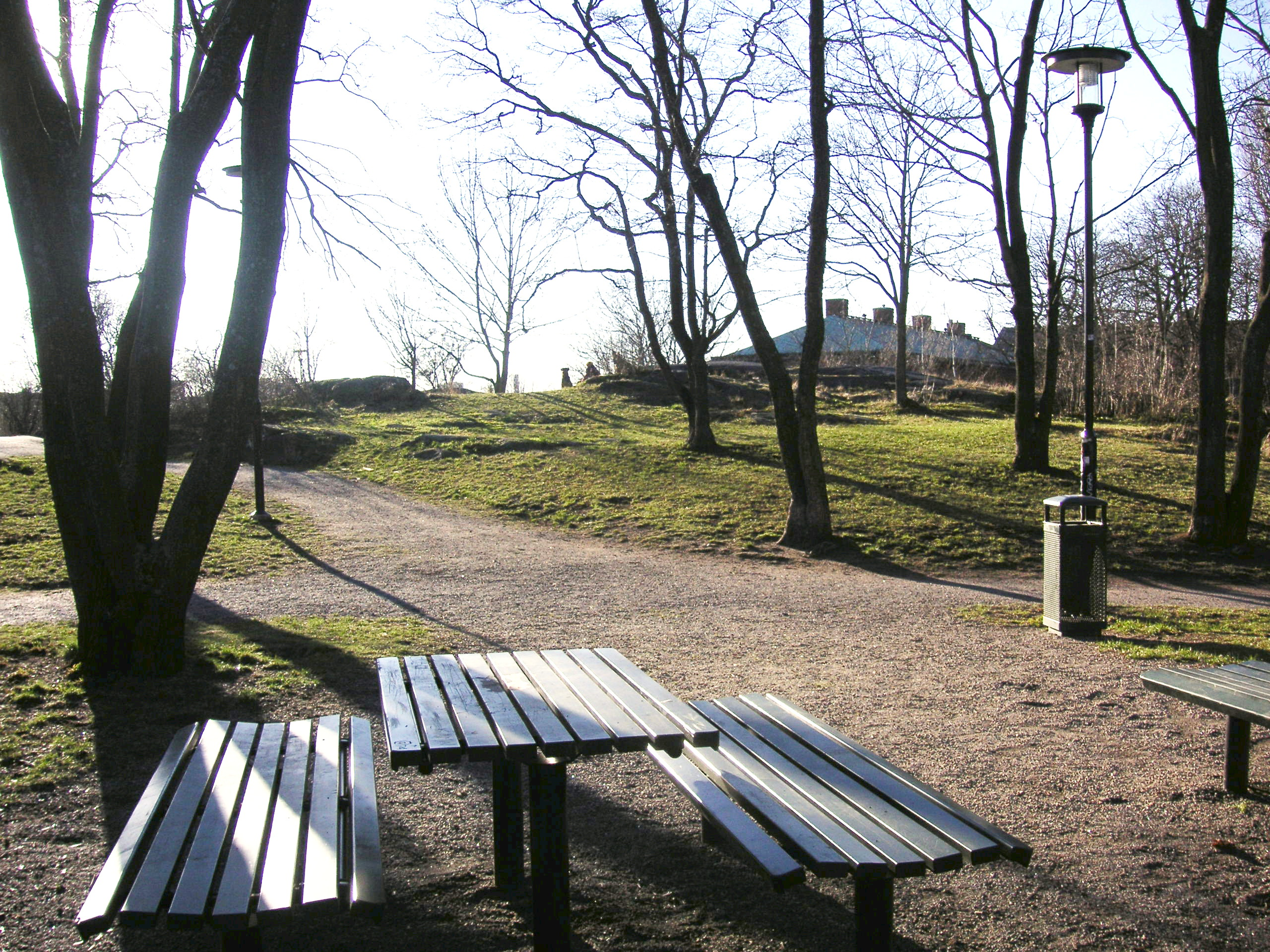
Parken i februari 2008.
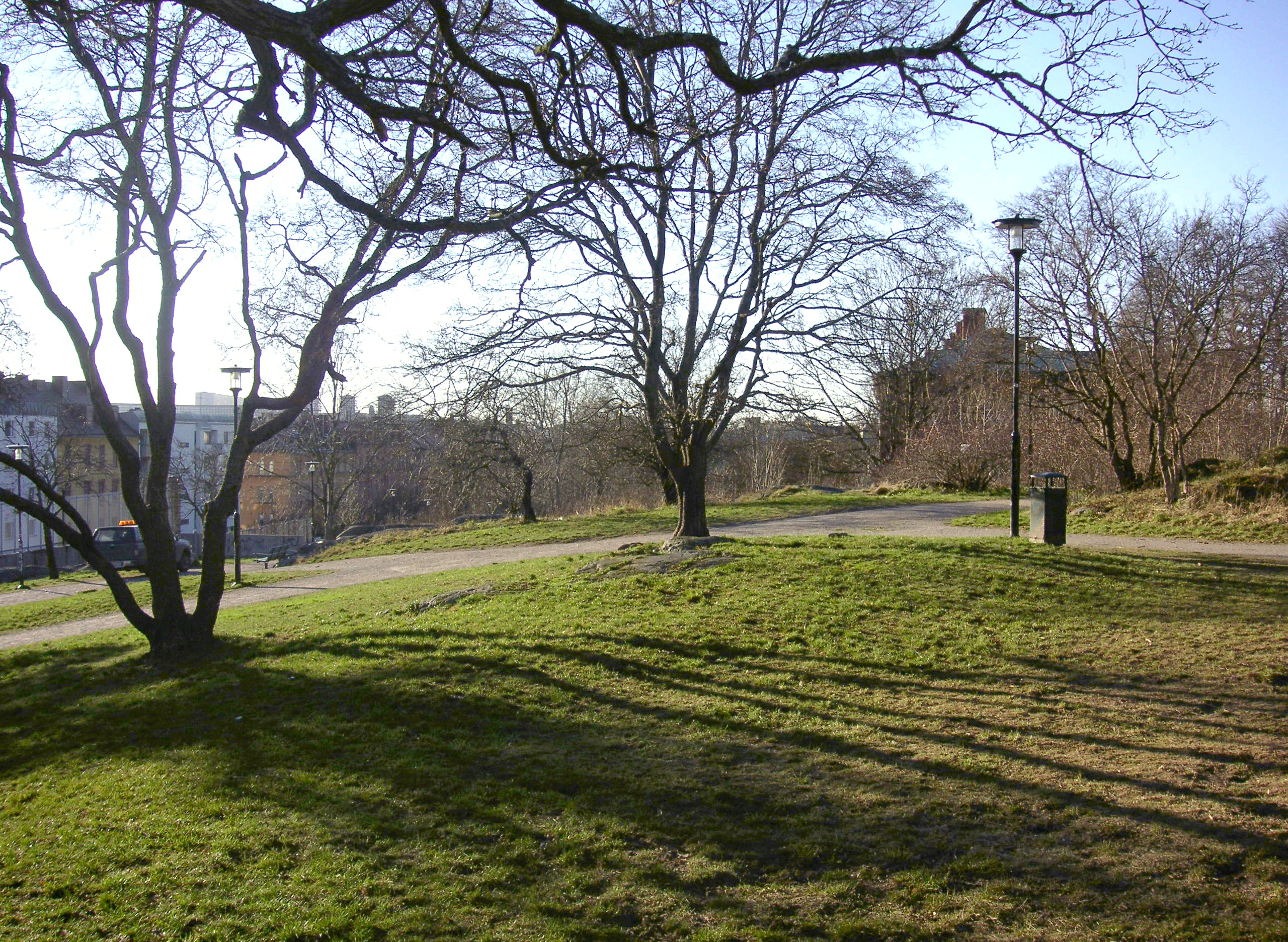
Parken i februari 2008.
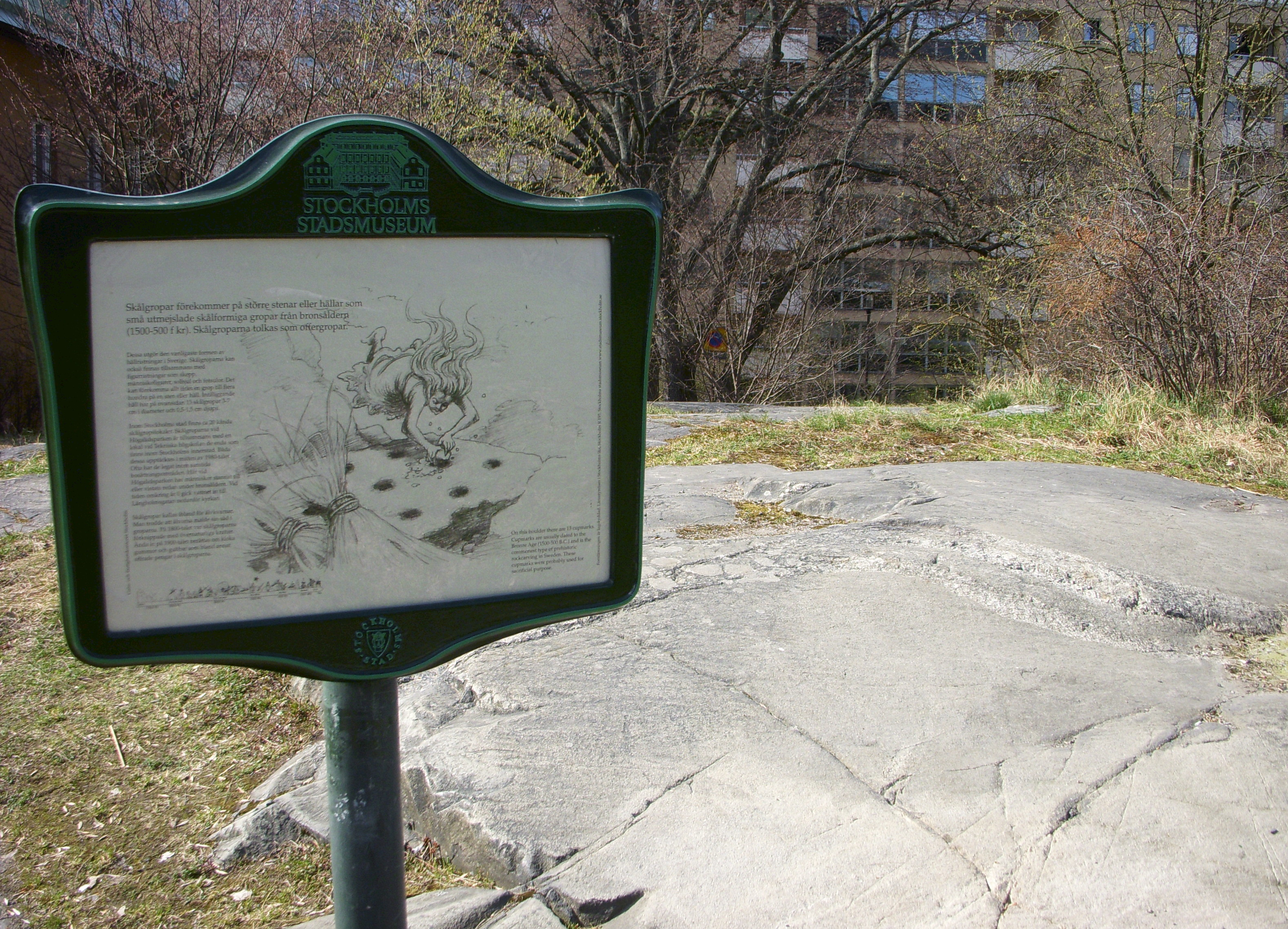
Stadsmuseets infotavla om skålgropar i parken.
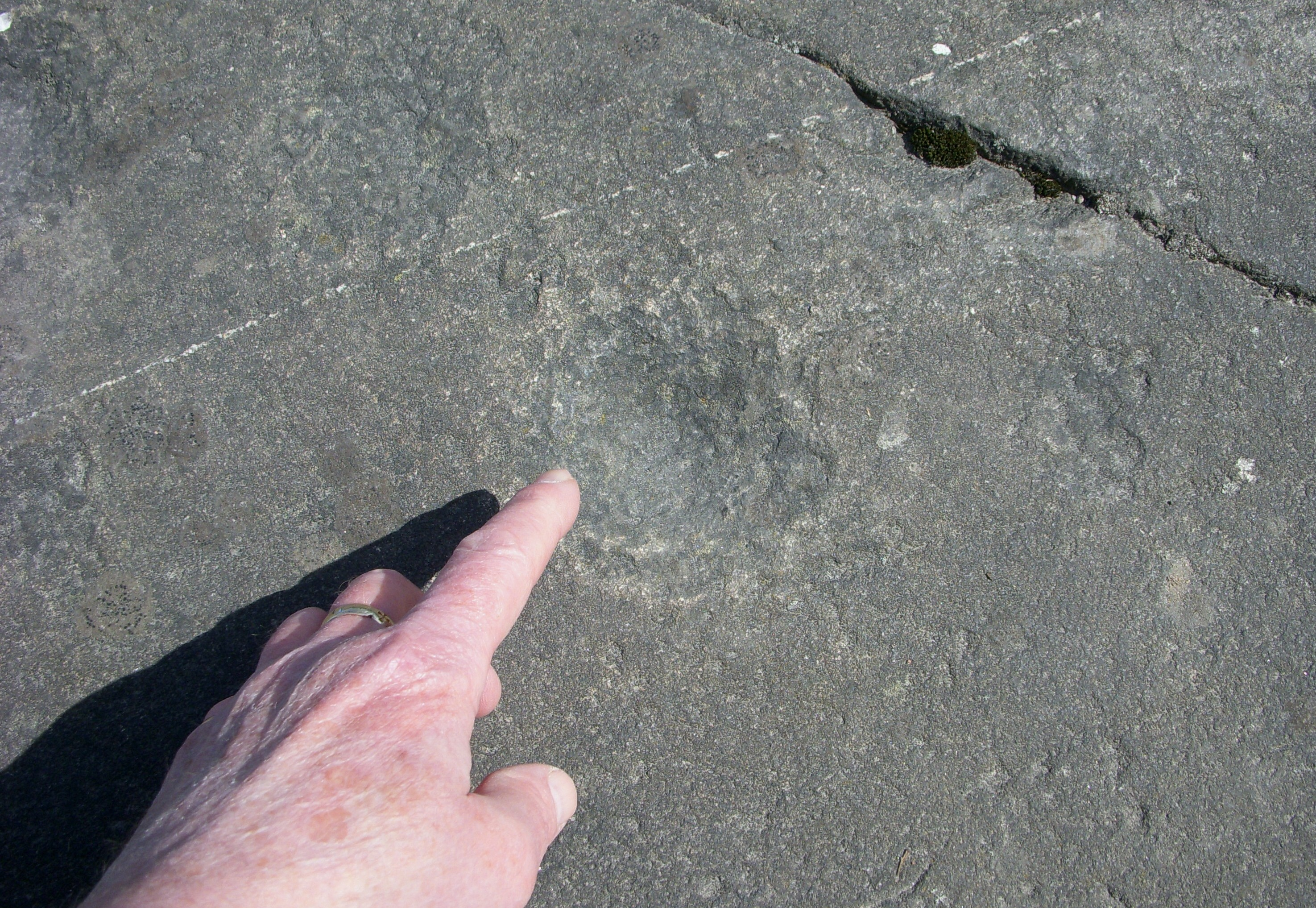
Skålgrop på en häll i parken.